# Schlacht um Villers-Bocage

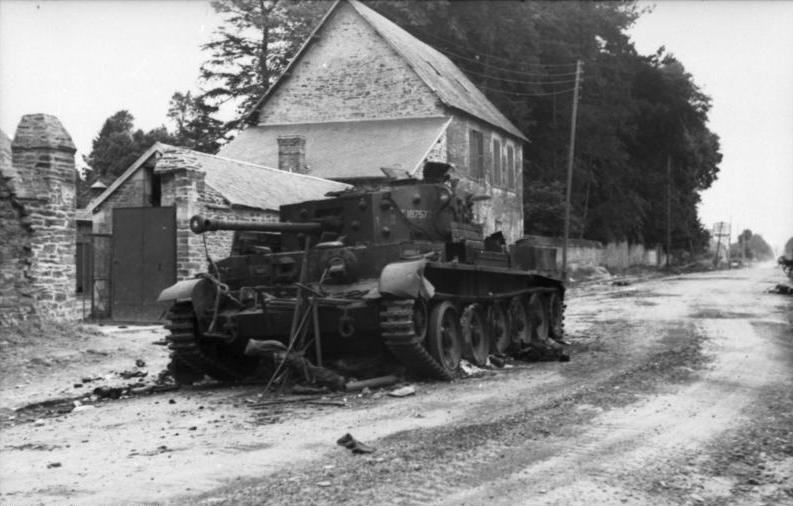
Zerstörter Cromwell-Panzer in Villers-Bocage

Die Schlacht um Villers-Bocage am 13. Juni 1944 war ein Zusammenstoß zwischen deutschen und britischen Panzerstreitkräften während der Schlacht in der Normandie. SS-Hauptsturmführer Michael Wittmann führte eine Einheit von sechs Panzerkampfwagen VI Tiger der Schweren SS-Panzer-Abteilung 101 zur Sicherung der Straße N. 175 südlich von Caen bei Villers-Bocage. Die Kampfgruppe kam in der Nacht vom 12. zum 13. Juni an und fuhr in Richtung Nordosten von Villers-Bocage.
Gegen 8:30 Uhr kamen zwei britische Bataillone (ein Panzerbataillon und ein motorisiertes Infanterie-Bataillon) von Nordwesten her, beide Bataillone gehörten zur britischen 7. Panzerdivision (genannt Desert Rats). Wittmann selbst griff die Kolonne aus einer für ihn vorteilhaften Position heraus an; die anderen Tiger folgten ihm. Während Wittmann parallel zur Kolonne der überraschten Briten fuhr, hielt sein Funker mit dem Bug-MG die Fahrzeuge unter Beschuss, während sein Richtschütze mit der Kanone in die Kolonne hineinschoss. Die Verluste der Briten für diesen Tag beliefen sich auf 20 Cromwell-Panzer, vier Sherman Fireflies, mehrere Stuarts und über 30 Halbkettenfahrzeuge und Universal Carriers.

## Hintergrund

Die Schlacht entstand aus dem Versuch der Briten, die Flanke des I. SS-Panzerkorps in der Operation Perch westlich zu umgehen

Eine Woche nach dem D-Day, dem 6. Juni 1944, wurde die 352. Infanterie-Division durch die Amerikaner zurückgedrängt, wodurch die Flanke der Panzer-Lehr-Division entblößt wurde. Feldmarschall Montgomery sah seine Chance und startete die Operation Perch, um die Panzer-Lehr-Division anzugreifen.
Die Briten waren sich nicht im Klaren darüber, dass Wittmann den Befehl bekommen hatte, den Punkt 213, welcher sich oberhalb der Kreuzung von Villers-Bocage befindet, zu halten. Wittmann hatte sechs Panzerkampfwagen VI Tiger unter seiner Führung, während die britische Kolonne aus etwa 200 teilweise gepanzerten Fahrzeugen bestand.

### Alliierte
- 8th Royal Irish Hussars
- 4th County of London Yeomanry (CLY) sollte Punkt 213 einnehmen.
- 1st/7th Bn Queen’s Royal Regiment hatte die Aufgabe, den Ausgang von Villers-Bocage zu sichern, Teile der Einheit sicherten zudem wichtige Objekte in der Ortschaft selbst.
- 5th Royal Tank Regiment sicherte die Straße zwischen Caumont und Villers.
- 5th Royal Horse Artillery sicherte den anderen Ausgang von Villers-Bocage.

### Deutsche
- 2. schwere Panzer-Kompanie (Tiger N° 221–223, N° 231, N° 233–234) der schweren SS-Panzer-Abteilung 101.
- 1. schwere Panzer-Kompanie der schweren SS-Panzer-Abteilung 101.
- Teile der Panzer-Lehr-Division

## Eröffnung des Kampfes
Zunächst beobachteten die Deutschen die vorrückenden Briten. Wittmann sah das CLY, welches auf Punkt 213 zufuhr, und entschied sich zum Angriff. Zwei Tiger blieben allerdings aufgrund technischer Probleme liegen und sicherten daraufhin Punkt 213. Mit dem Vorteil des Überraschungsmoments griff Wittmann die Briten an und fügte ihnen sehr schwere Verluste zu.

## Die Schlacht

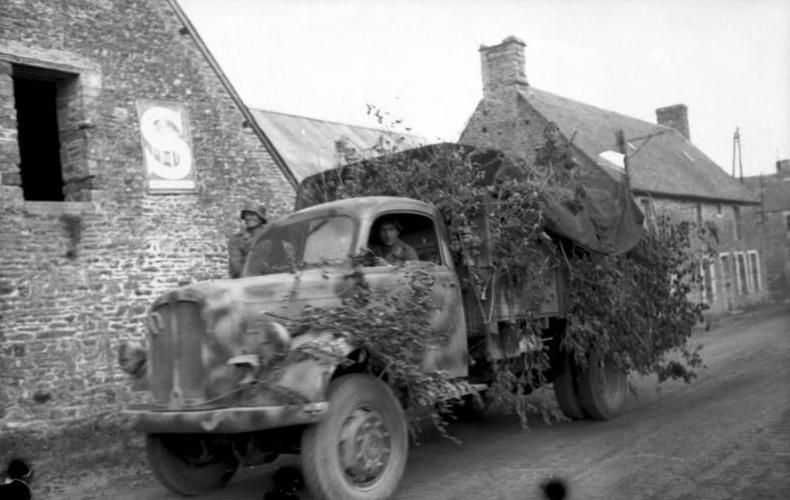
Borgward B 3000 A bei den Kämpfen um Villers-Bocage an der Invasionsfront 1944

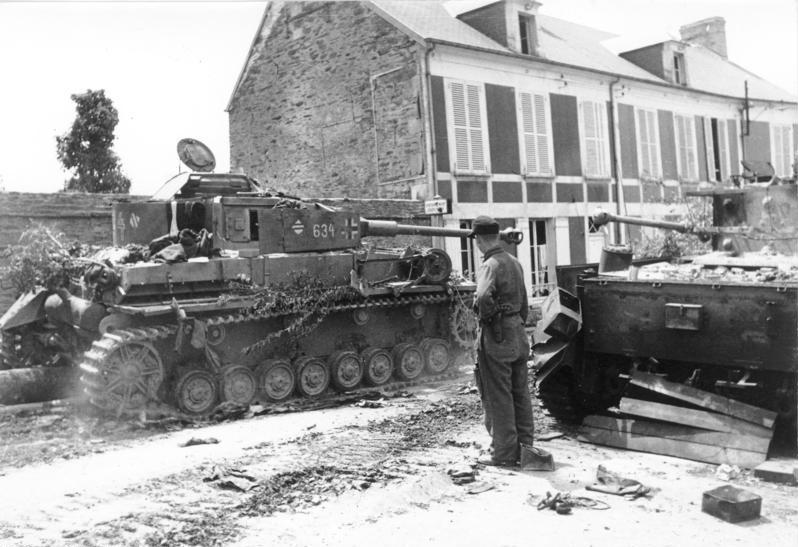
Zerstörter Panzer IV der Panzer-Lehr-Division in Villers-Bocage

Um 9 Uhr startete Wittmanns Tiger. Wenige Minuten später zerstörte er, in Richtung Caen fahrend, drei Panzer, bevor er nach Villers einschwenkte: einen Firefly sowie einen Cromwell auf der rechten und einen auf der linken Seite. Anschließend griff er auch die leichtgepanzerten Fahrzeuge der Infanterie-Division an; während dieses Angriffes wurden neun Halbkettenfahrzeuge, vier Universal Carriers, zwei Bren Carriers, zwei Sechspfünder-Panzerabwehrgeschütze, drei M5 Stuarts und ein weiteres Halbkettenfahrzeug zerstört. Am Eingang der Ortschaft schoss er drei der vier Cromwells ab.
Danach fuhr Wittmann alleine in die Ortschaft hinein, zerstörte hier zwei Sherman-Befehlspanzer und beschädigte ein Spähfahrzeug sowie ein Halbkettenfahrzeug. Auf der Place Jeanne d’Arc standen sich der Panzer von Wittmann und ein Firefly gegenüber. Der Firefly schoss vier 17-Pfünder-Granaten auf den Tiger, beschädigte ihn aber nur leicht. Wittmann zog sich zurück und wurde von einem Cromwell mit zwei 75-mm-Granaten angegriffen, die an dem Tiger abprallten; Wittmann reagierte sofort und setzte den Cromwell außer Gefecht.
Beim Verlassen von Villers-Bocage wurde Wittmanns Tiger von einem Sechspfünder-Panzerabwehrgeschütz in die Kette getroffen und blieb stehen. Wittmann und seine Besatzung verließen den Tiger, ohne ihn zu zerstören, um ihn später wieder bergen zu können.
Wittmann traf im sieben Kilometer entfernten Hauptquartier der Panzerlehr-Division ein. Währenddessen hatten 15 Panzer IV unter dem Befehl von Helmut Ritgen den Befehl, den Ausgang von Villers-Bocage zu blockieren. Sie gerieten kurz vor ihrem Ziel unter Panzerabwehrfeuer, und ihr Vorstoß brach zusammen. Daher wurden die restlichen 14 Panzer von Fritz Bayerlein zurückbeordert, um sich vor Villers-Bocage neu zu formieren. Diese Kampfgruppe startete danach einen zweiten Angriff unter Hannes Phillipsen und griff Villers-Bocage vom Süden her mit vier Panzern an, welche aber von den Briten zerstört wurden.
Mit einem Schwimmwagen fuhr Wittmann zum Punkt 213 zurück, wo er sich mit Karl Möbius, dem Offizier der ersten Kompanie, traf und über einen zweiten Angriff der 101. Abteilung sprach. Die Panzer der 101. Abteilung trafen sich mit denen der Panzerlehr-Division in Villers-Bocage, um den eigenen Vorstoß gemeinsam voranzutreiben. Die Briten waren aber vorbereitet; einer Sechspfünder-Panzerabwehrkanone des 1st/7th Bn Queen’s Royal Regiment gelang es, drei Tiger abzuschießen, von denen nur einer repariert werden konnte.
Gegen Abend zogen sich die Briten zurück und überließen das völlig zerstörte Villers-Bocage den Deutschen.

## Bilanz
Die britischen Verluste in der Schlacht beliefen sich auf:
- 8th King’s Royal Irish Hussars: einige M5 Stuarts.
- 4th County of London Yeomanry: 20 Cromwells, vier Sherman Fireflies, drei M5 Stuarts, ein Halbkettenfahrzeug, drei Spähwagen.
- Infanterie-Brigade: neun Halbkettenfahrzeuge, zwei Bren gun-carriers, vier Universal Carriers
- 5th Royal Horse Artillery: zwei Cromwell, ein Sherman.

Die Deutschen verloren sechs Tiger und zwei Panzer IV.
Da die NS-Propaganda gerade in dieser kritischen Phase des Krieges ihre Helden brauchte, wurde Michael Wittmann der Öffentlichkeit präsentiert; das Gefecht wurde auch in der Wochenschau breit dargestellt. Entgegen den historischen Tatsachen wurden Wittmann allein 27 der 30 zerstörten britischen Panzer angerechnet. Genauer betrachtet sind ihm jedoch zwölf Panzer, ein Spähwagen, zehn Halbkettenfahrzeuge und vier Carrier anzurechnen – insgesamt 27 Fahrzeuge, aber keine 27 Panzer.
Für seine Leistung bei Villers-Bocage wurde Wittmann von seinem Vorgesetzten Josef Dietrich für das Ritterkreuz des Eisernen Kreuzes mit Eichenlaub und Schwertern vorgeschlagen, welches ihm am 25. Juni 1944 von Adolf Hitler persönlich in Berchtesgaden übergeben wurde. Wittmann fiel wenige Wochen später am 8. August 1944 in der Normandie.

## Belege
1. ↑  Reynolds, S. 106.
2. ↑  Agte, S. 203.

Koordinaten: 49° 4′ 50″ N, 0° 39′ 22″ W